# Wilawcze
Wilawcze (ukr. Вілявче) – wieś na Ukrainie w rejonie lwowskim (do 2020 roku w rejonie przemyślańskim) obwodu lwowskiego.

## Historia
Pod koniec XIX w. dwór, folwarki, gorzelnia i młyn na obszarze dworskim wsi Stoki w powiecie bóbreckim.